# Svarttjärnen (Hällesjö socken, Jämtland, 696476-150971)
Svarttjärnen är en sjö i Bräcke kommun i Jämtland och ingår i Ljungans huvudavrinningsområde.